# Robert Lester
Robert Lester, né vers 1746 à Galway et mort le 12 juillet 1807 à Québec, est un marchand et homme politique irlando-canadien. 

## Biographie
Il immigre à Québec vers 1770 où il exerce dans le commerce de gros et l'approvisionnement. Il est également investisseur dans les Cantons-de-l'Est. Il soutient le clergé catholique irlandais en tant qu'agent financier et conseiller.
Homme d'affaires, copropriétaire d'une flotte de navires, il fonde la Robert Lester and Company, vers 1786, et la Lester and Morrogh, en avril 1790. Il fonde également la Cape Diamond Brewery vers 1800.
Lors de l'invasion américaine sur Québec en 1775, il aurait participer à la défense de la ville comme capitaine de milice. Il accèdera au grade de lieutenant-colonel en 1799.
Lors des premières élections de la province du Bas-Canada en 1792, Lester est élu député de la basse-ville de Québec. Défait aux élections de 1796, il sera réélu en 1800 pour finalement ne pas se représenter en 1804. Durant ces mandats, il appuyait généralement les Bureaucrates.
Il a été a plusieurs reprises trésorier de la Bibliothèque de Québec ainsi qu'administrateur et trésorier de la Société d'Agriculture du Bas-Canada.
Il est inhumé dans la basilique-cathédrale Notre-Dame de Québec le 15 juillet 1807.